# Miguel Prince
Miguel Prince (Ocaña, 30 luglio 1957) è un ex calciatore colombiano, di ruolo difensore.

## Carriera

### Club
Ha giocato nella massima serie colombiana con Atlético Bucaramanga, Millonarios e América Cali.

### Nazionale
Ha fatto parte della nazionale colombiana dal 1979 al 1985, prendendo parte alla Copa América 1979.

## Palmarès

### Club

#### Competizioni nazionali
- Campionato colombiano: 2

Millonarios: 1987, 1988